# Перуцци, Бальдассаре
Бальдассаре Томмазо Перуцци (итал. Baldassare Tommaso Peruzzi; 7 марта 1481, Сиена — 6 января 1536, Рим) — итальянский архитектор и живописец эпохи Высокого Возрождения и раннего маньеризма. «Рафаэлеск» — ученик и помощник Рафаэля в Риме. Инженер-строитель, театральный декоратор и исследователь искусства, «он был одним из немногих, кого можно было считать универсальным человеком, подобно таким выдающимся мастерам, как Рафаэль и Микеланджело, способным повлиять на развитие искусства во многих отраслях».

## Биография
Бальдассаре Перуцци родился в небольшом городке Анкайано, близ Сиены. Учился рисунку и живописи в Сиене у Пинтуриккьо и Франческо ди Джорджо Мартини, вслед за этим он, вероятно, начал архитектурную деятельность. В возрасте всего двадцати лет, он стал архитектором семейной виллы Киджи. В 1503 году, воодушевленный своим могущественным соотечественником Агостино Киджи, папским банкиром, он переехал на постоянное жительство в Рим. Однако он продолжал поддерживать контакты с Сиеной: в 1504 году он помогал Пинтуриккьо при создании фресок в библиотеке Пикколомини, в соборе Санта-Мария-Ассунта, а также ему приписывается участие в строительстве церкви Сан-Себастьяно в Валле-Пьятта (ок. 1507 г.).
В Риме эпохи Высокого Возрождения на Перуцци оказало глубокое влияние творчество Донато Браманте и Рафаэля. Его покровитель Агостино Киджи поручил ему, вероятно, начиная с 1506 года, архитектурный проект своей виллы в районе Трастевере, позже известной как Вилла Фарнезина (1506—1510). Перуцци быстро получил признание в качестве архитектора и живописца иллюзорных росписей, создающих эффект продолжения архитектурного пространства: квадратуры, продемонстрированных на Вилле Фарнезина. Поэтому Перуцци считают создателем римской школы фасадных росписей, в основном гризайлью, но они не сохранились до нашего времени.

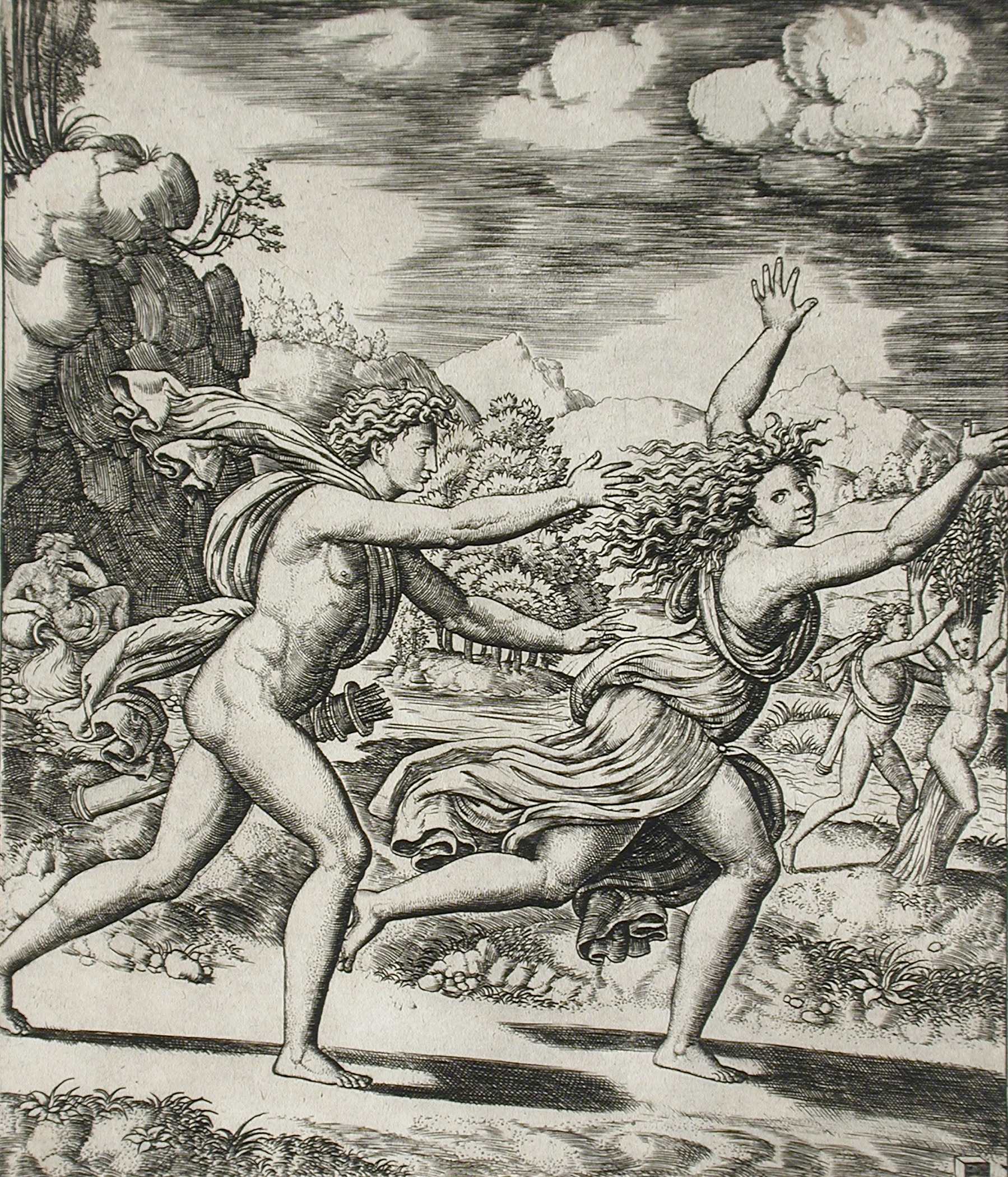
Aполлон и Дафна. Между 1530 и 1560. Офорт по рисунку Б. Перуцци
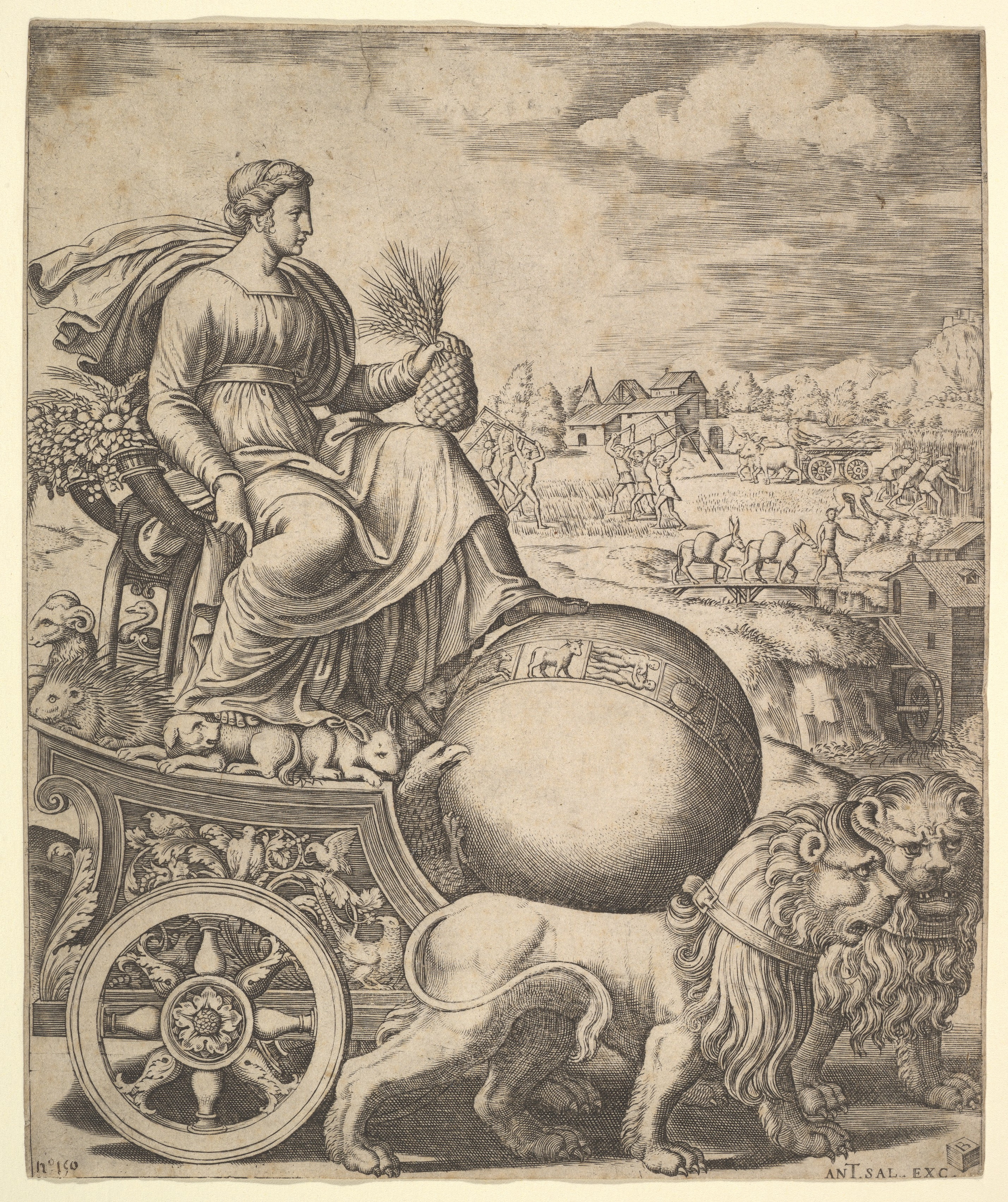
Колесница Кибелы, ведомая двумя львами. Между 1530 и 1560. Офорт по рисунку Б. Перуцци
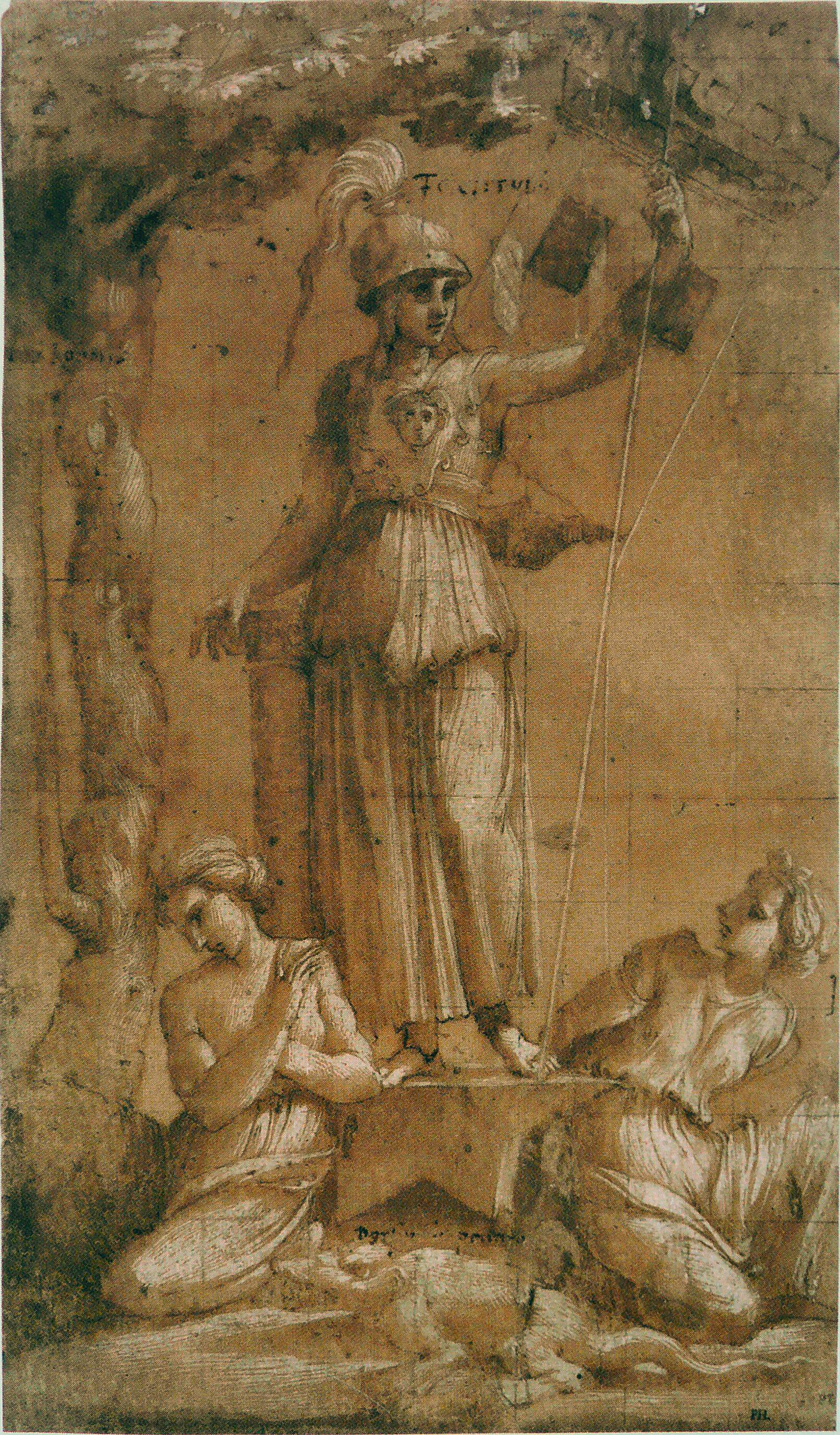
Аллегория силы. Ок. 1519. Бумага, итальянский карандаш, кисть, сепия, белила. Музей изобразительных искусств, Марсель
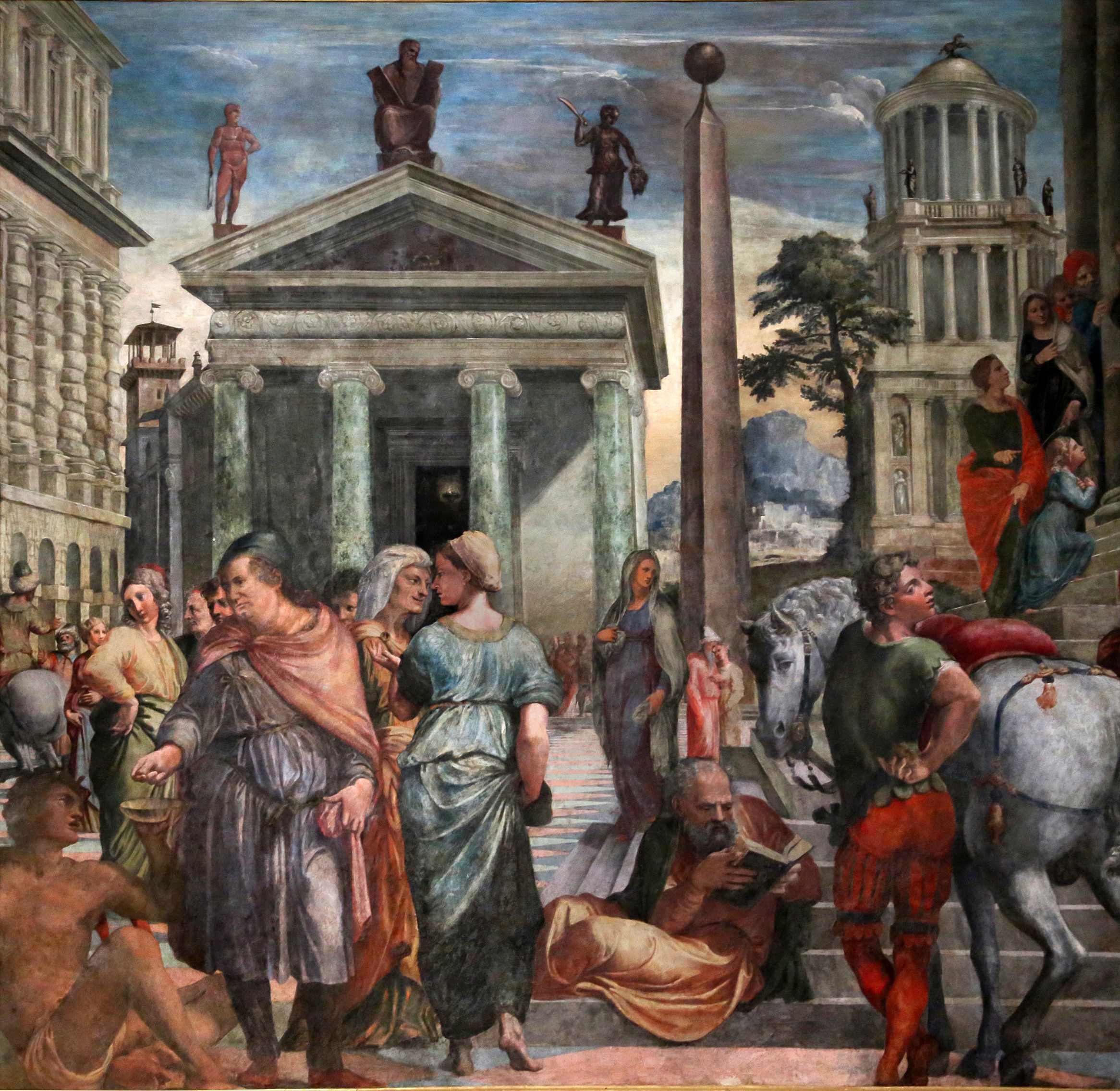
Введение Марии в Храм. Фреска. Церковь Санта-Мария-делла-Паче, Рим
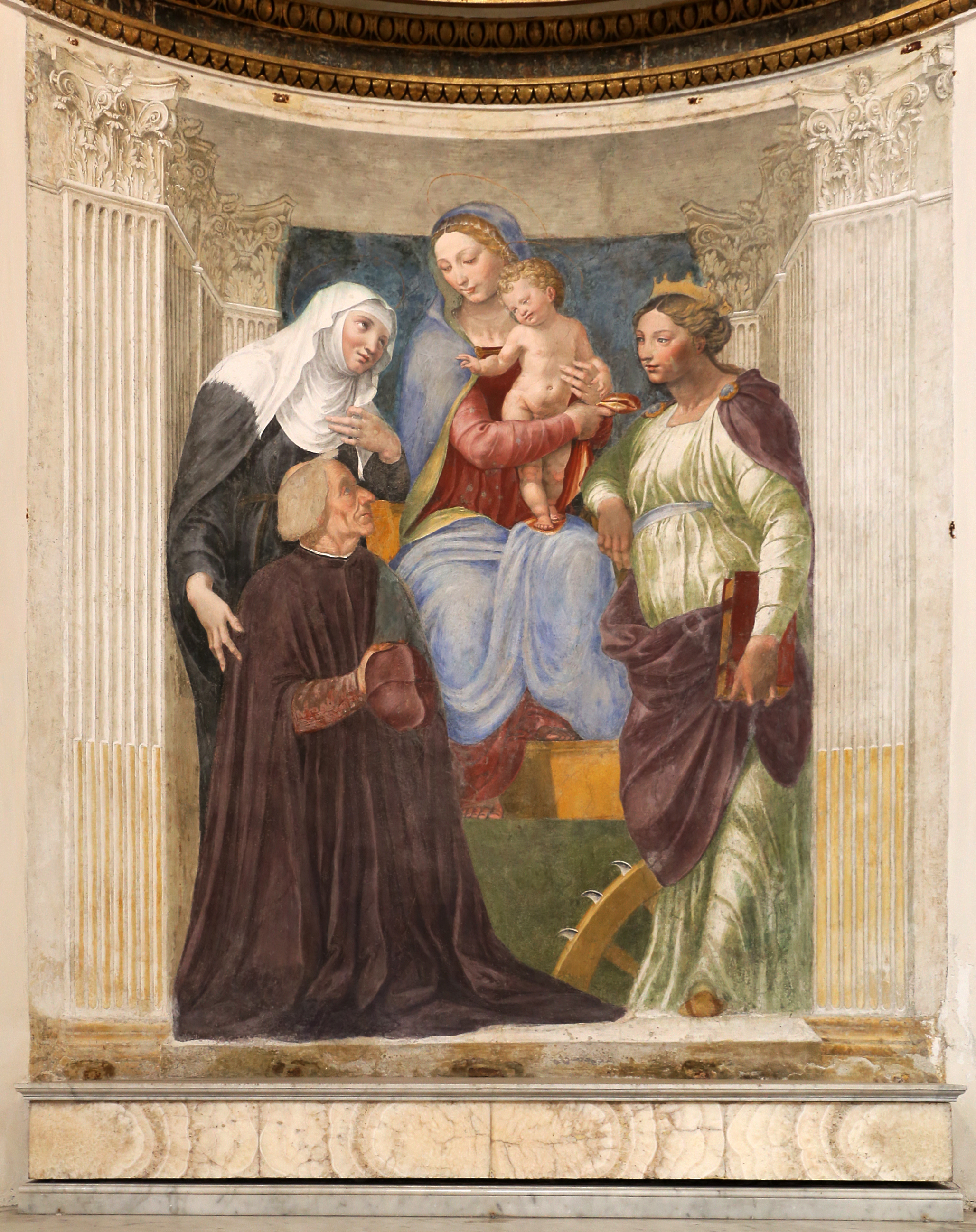
Мадонна с Младенцем, святыми Бригиттой, Екатериной и донатором Фердинандо Поццетти. 1516. Фреска. Церковь Санта-Мария-делла-Паче, Рим
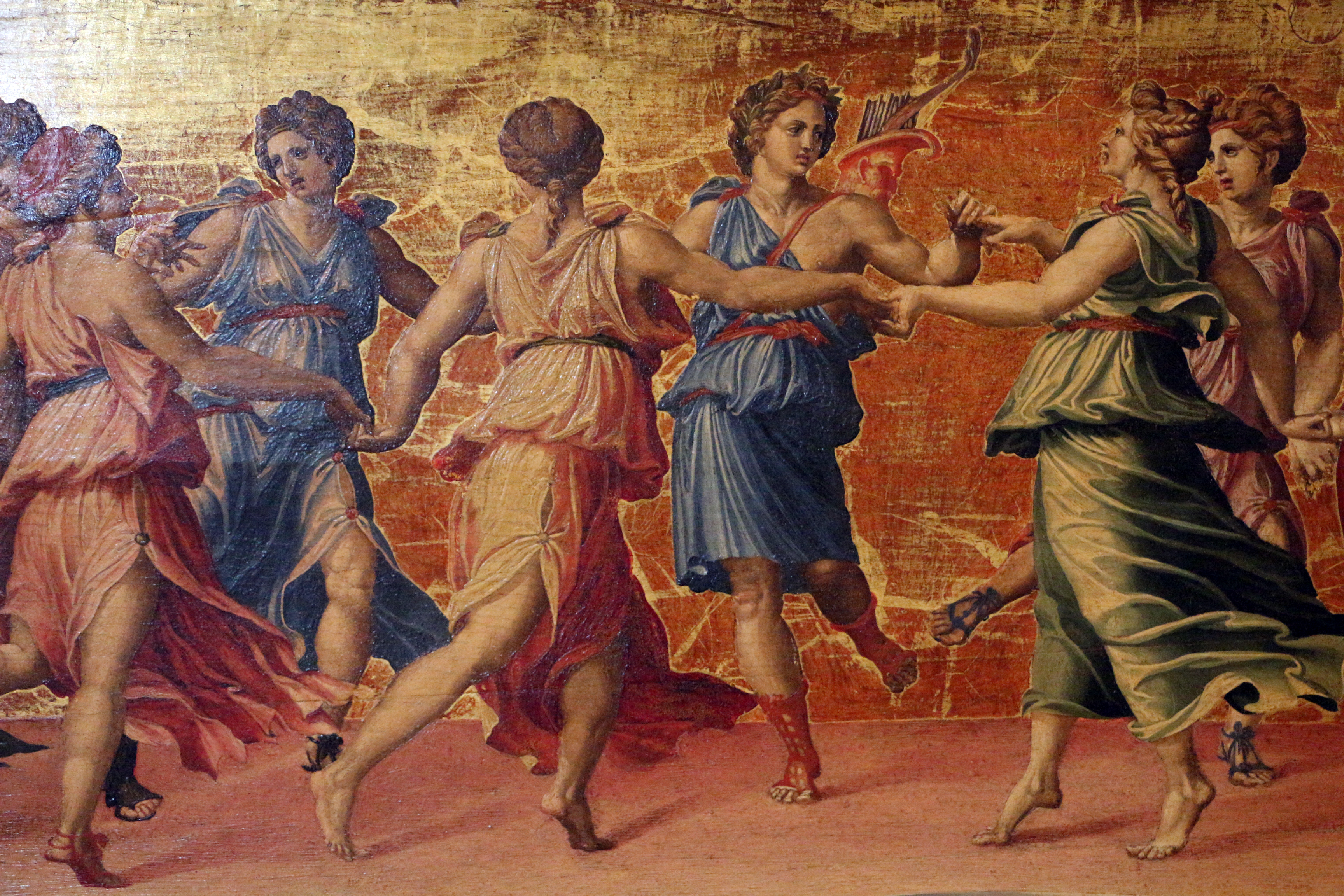
Аполлон и музы. Деталь. Ок. 1520. Дерево, масло. Палаццо Питти, Флоренция

С 1514 года он начал заниматься театральной сценографией, оформив перспективными декорациями сцену римской постановки «Каландрии» (La Calandria) кардинала Довици Бернардо Биббиены. Он также работал в Карпи (Эмилия-Романья), и в Тоди над реконструкцией церкви Святой Марии Утешения (Santa Maria della Consolazione). Начиная с 1519 года он работал над проектированием и возведением (вместе со своим братом Пьетро) нового крыла Палаццо Орсини в Бомарцо.
Вначале Перуцци работал вместе с Донато Браманте, но затем перешёл к Рафаэлю. В Риме Перуцци посвятил себя изучению античных памятников, создав множество рисунков архитектурных руин и фрагментов рельефов. Античность, как и для других архитекторов его поколения, была в центре его историко-архитектурных изысканий. Биографы считают именно Перуцци автором знаменитого «Письма Рафаэля» папе Льву Х — введения к Археологическому плану античного Рима. В 1516—1517 годах Бальдассаре Перуцци под руководством Рафаэля занимался живописным оформлением церкви Санта-Мария-делла-Паче.
В 1520 году, после смерти Рафаэля, Бальдассаре Перуцци занял его место на строительстве церкви Сант-Элиджо-дельи-Орефичи. Вместе с Антонио да Сангалло Младшим Перуцци возглавил работу по дальнейшему строительству собора Святого Петра. Между 1522 и 1523 годами он оставался в Болонье. Во время страшного разграбления Рима в 1527 году (итал. Sacco di Roma) Перуцци попал в плен к испанцам, но, заплатив выкуп, сумел освободиться и вернулся в родную Сиену, работал там архитектором республики.
В 1535 году вернулся в Рим. Его последней постройкой стал Палаццо Массимо-алле-Колонне (1532—1536). Дж. Вазари сообщает, что Бальдассаре Перуцци умер старым, в крайней нищете, с большой семьёй, которую нужно было содержать, и, возможно, был отравлен профессиональными соперниками. Вероятно, он был похоронен в Пантеоне недалеко от своего учителя Рафаэля. Однако памятник ему находится в церкви Санта-Мария-сопра-Минерва в Риме.

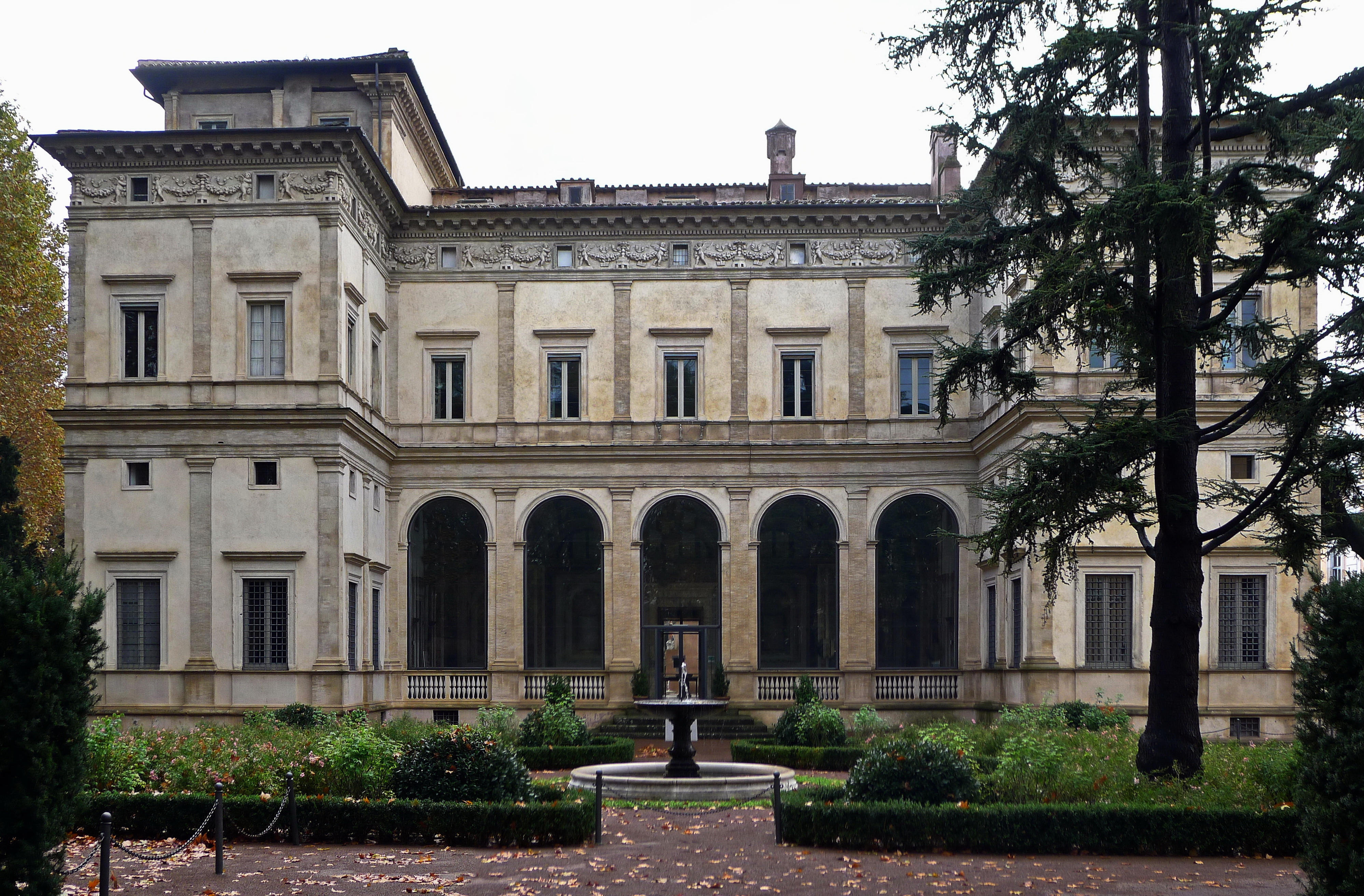
Вилла Фарнезина. Северный фасад. 1506—1510
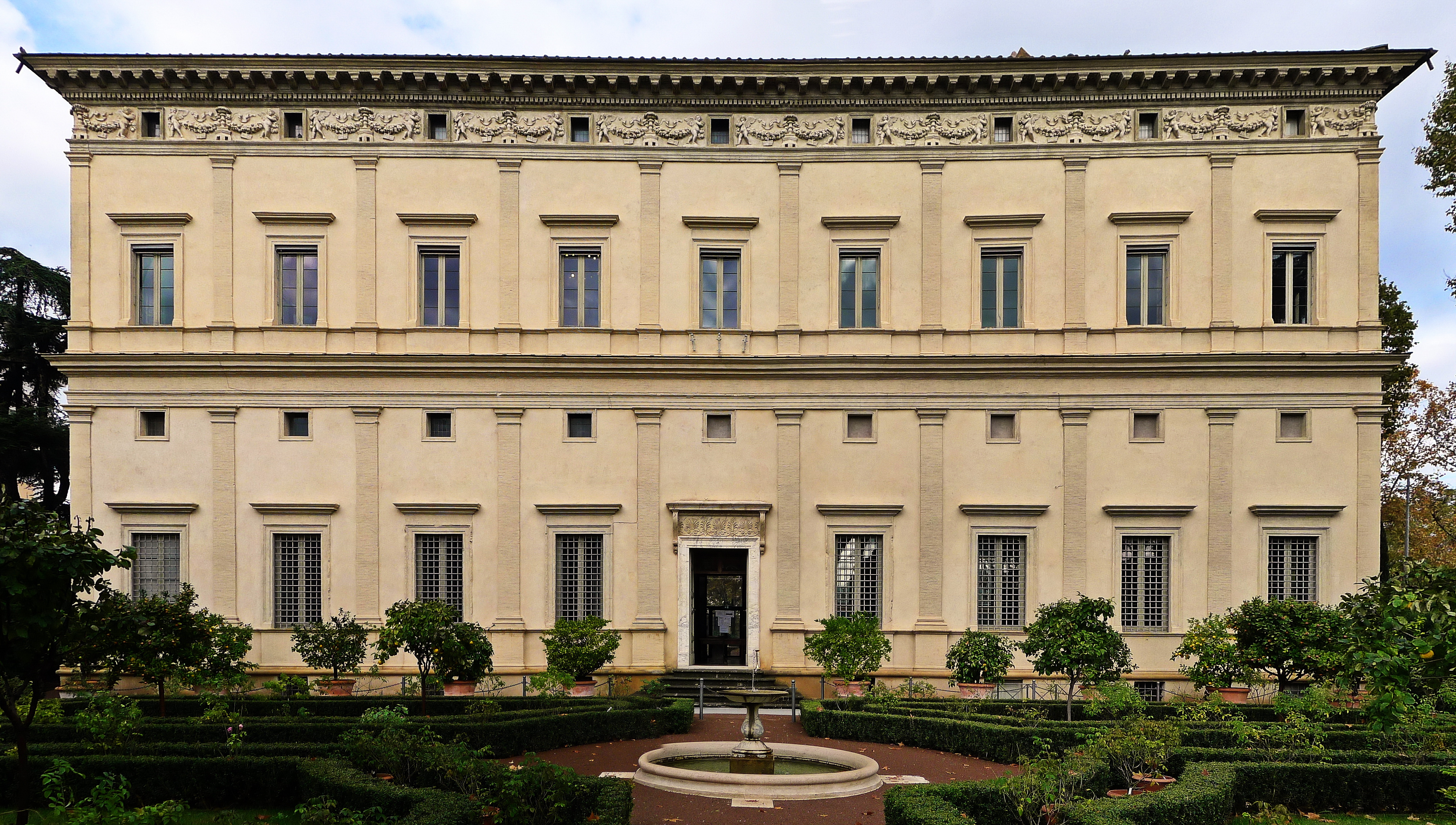
Южный фасад виллы
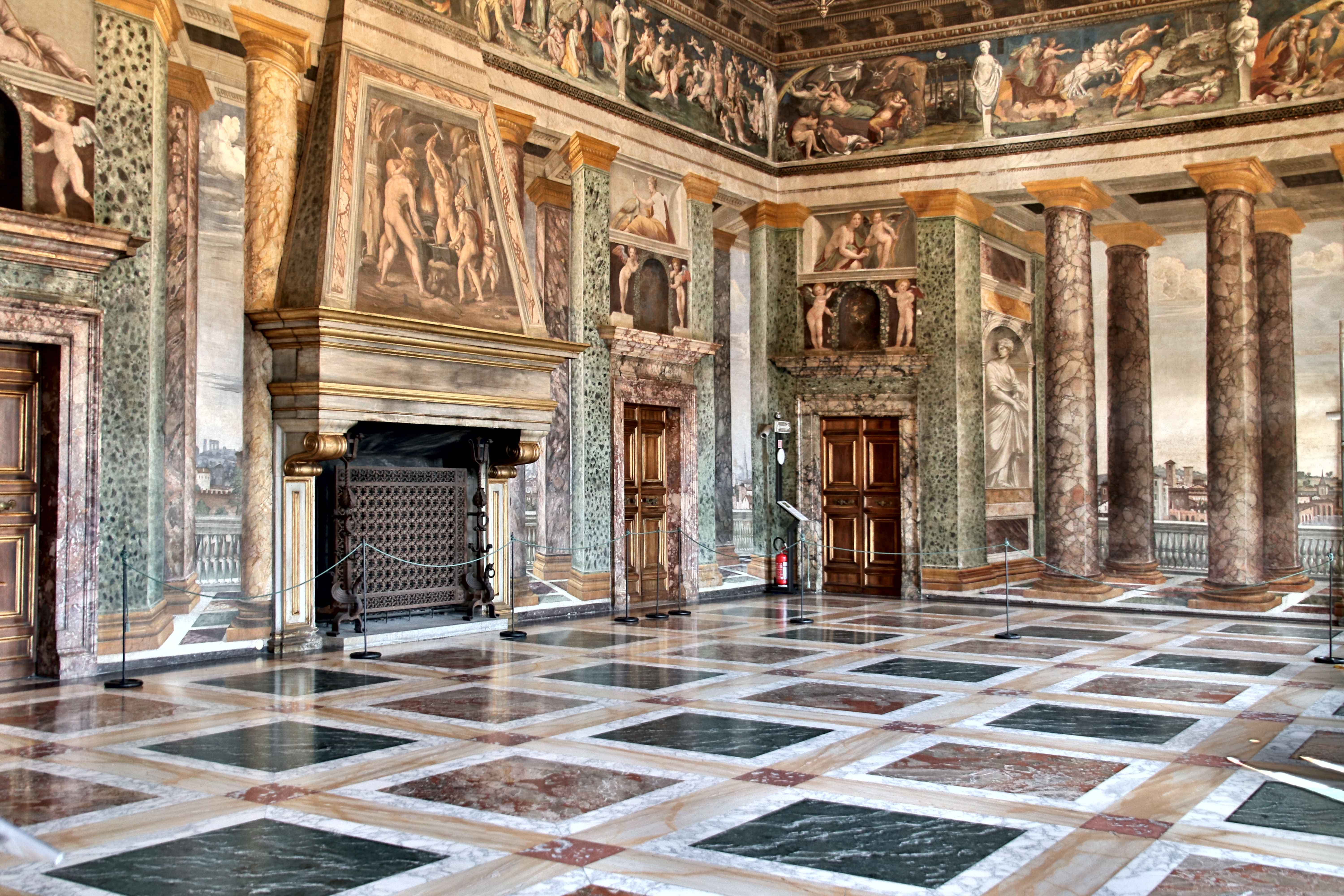
«Зал перспектив» первого этажа Виллы Фарнезина. 1508—1511
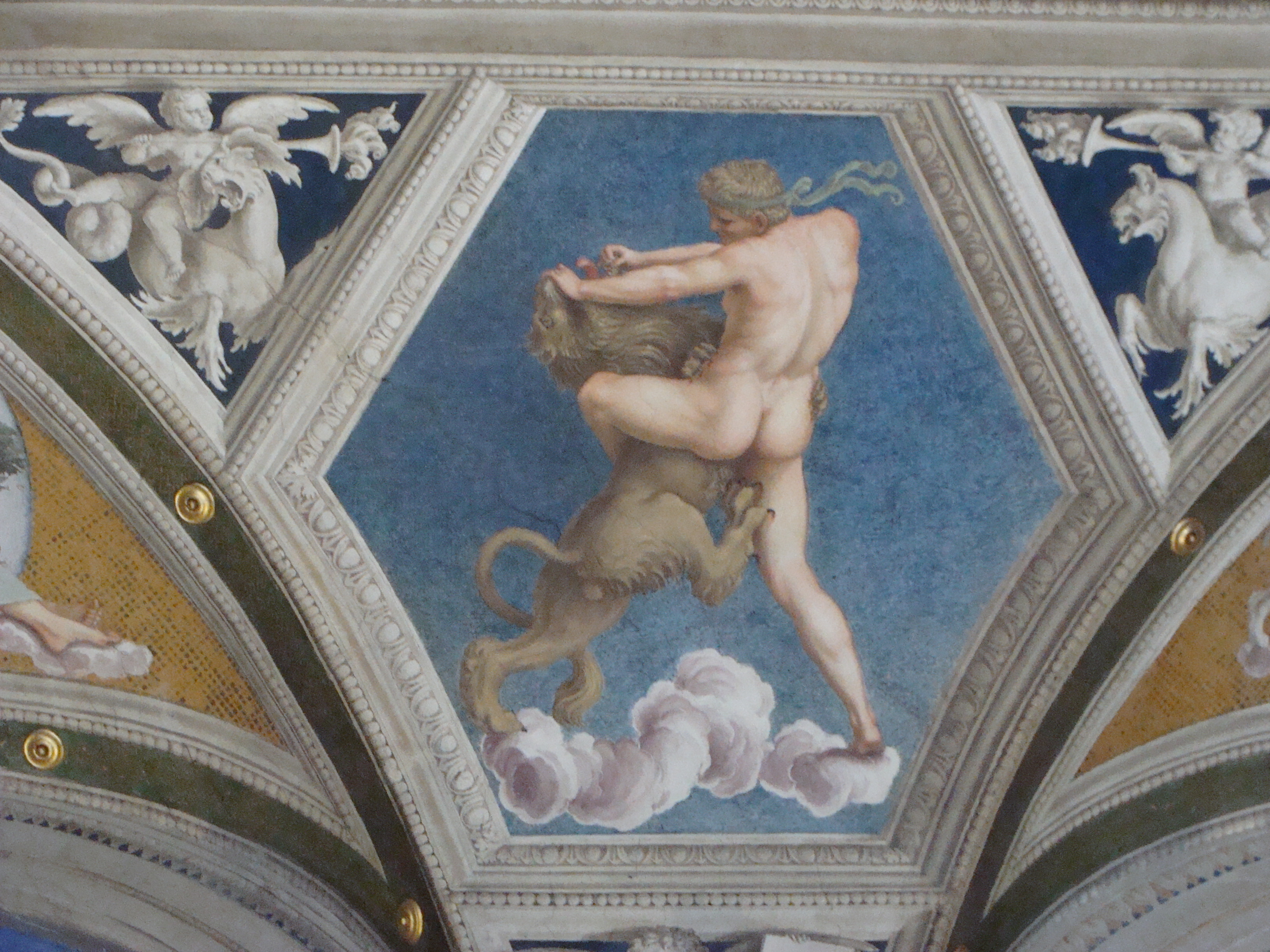
Геркулес и Немейский лев. Деталь росписи плафона Виллы Фарнезина
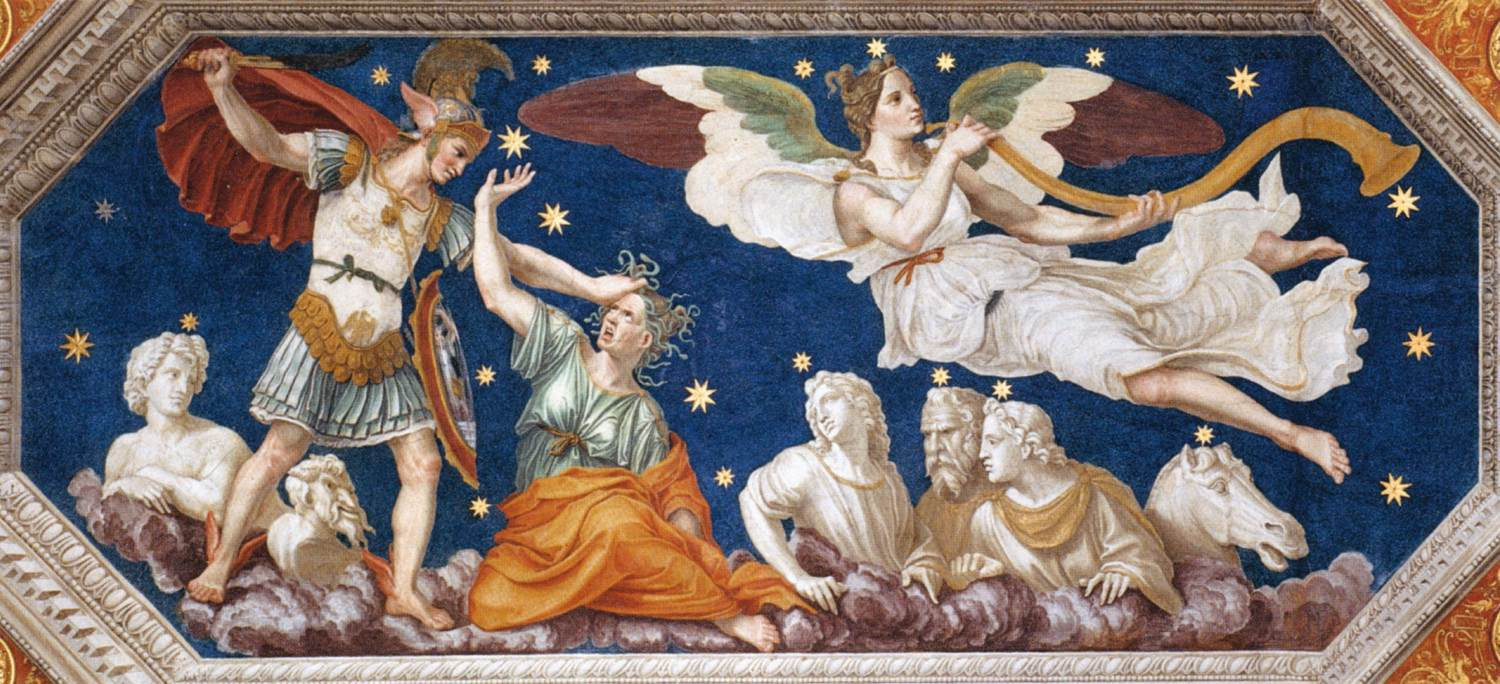
Персей и горгона. Деталь росписи «Зала перспектив» Виллы Фарнезина
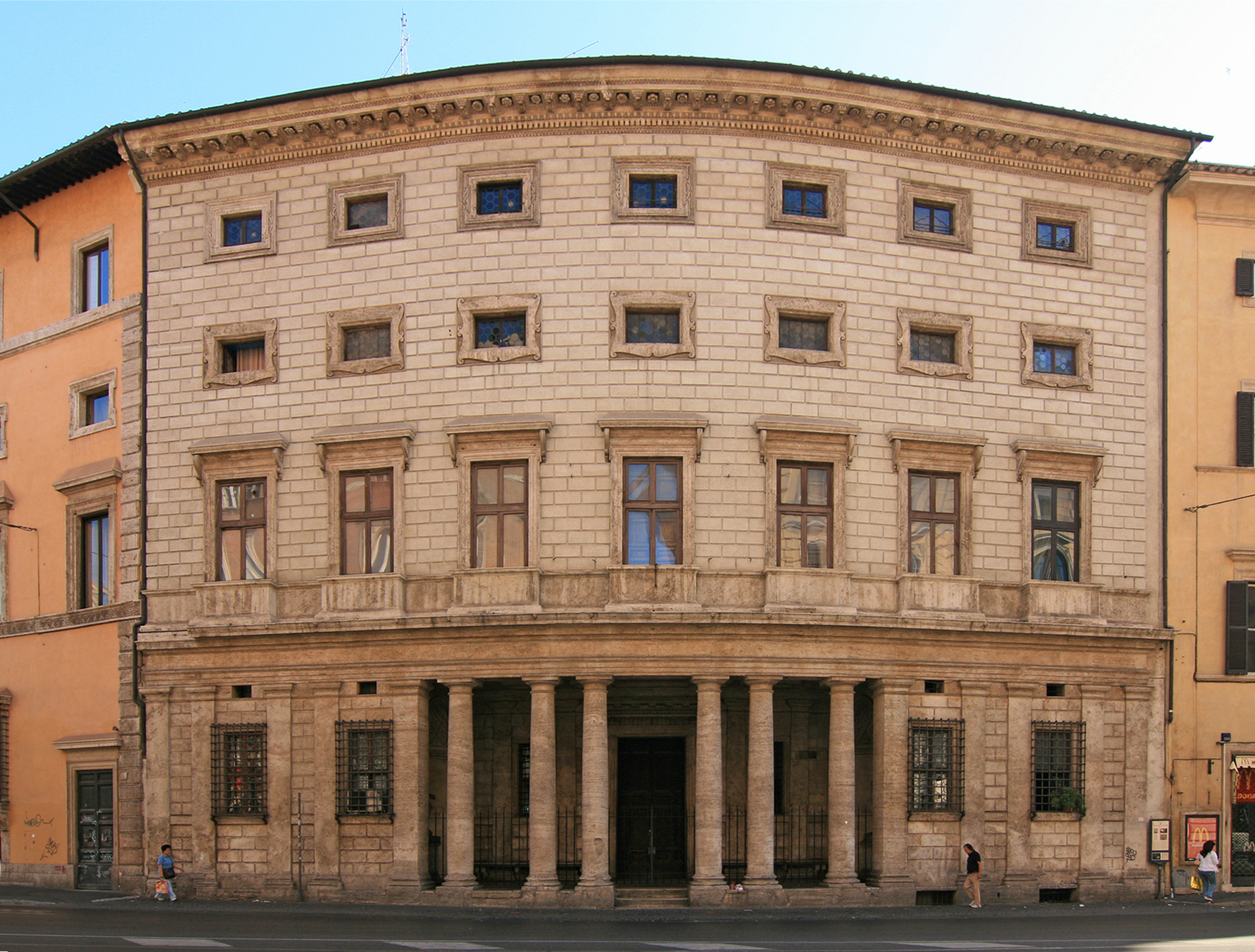
Палаццо Массимо-алле-Колонне в Риме. 1532—1536
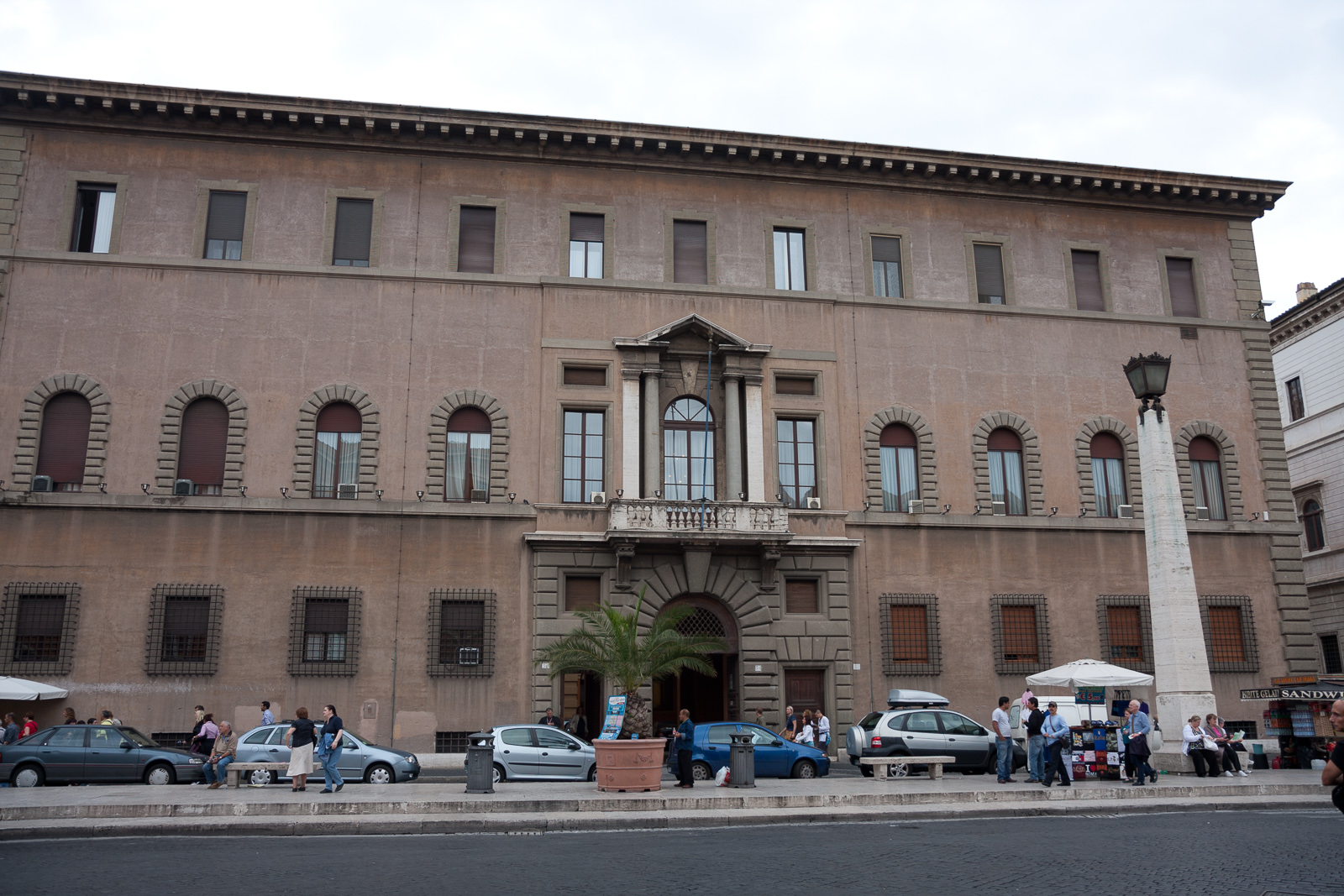
Палаццо Конвертенди. Виа делла Кончилиационе, Рим
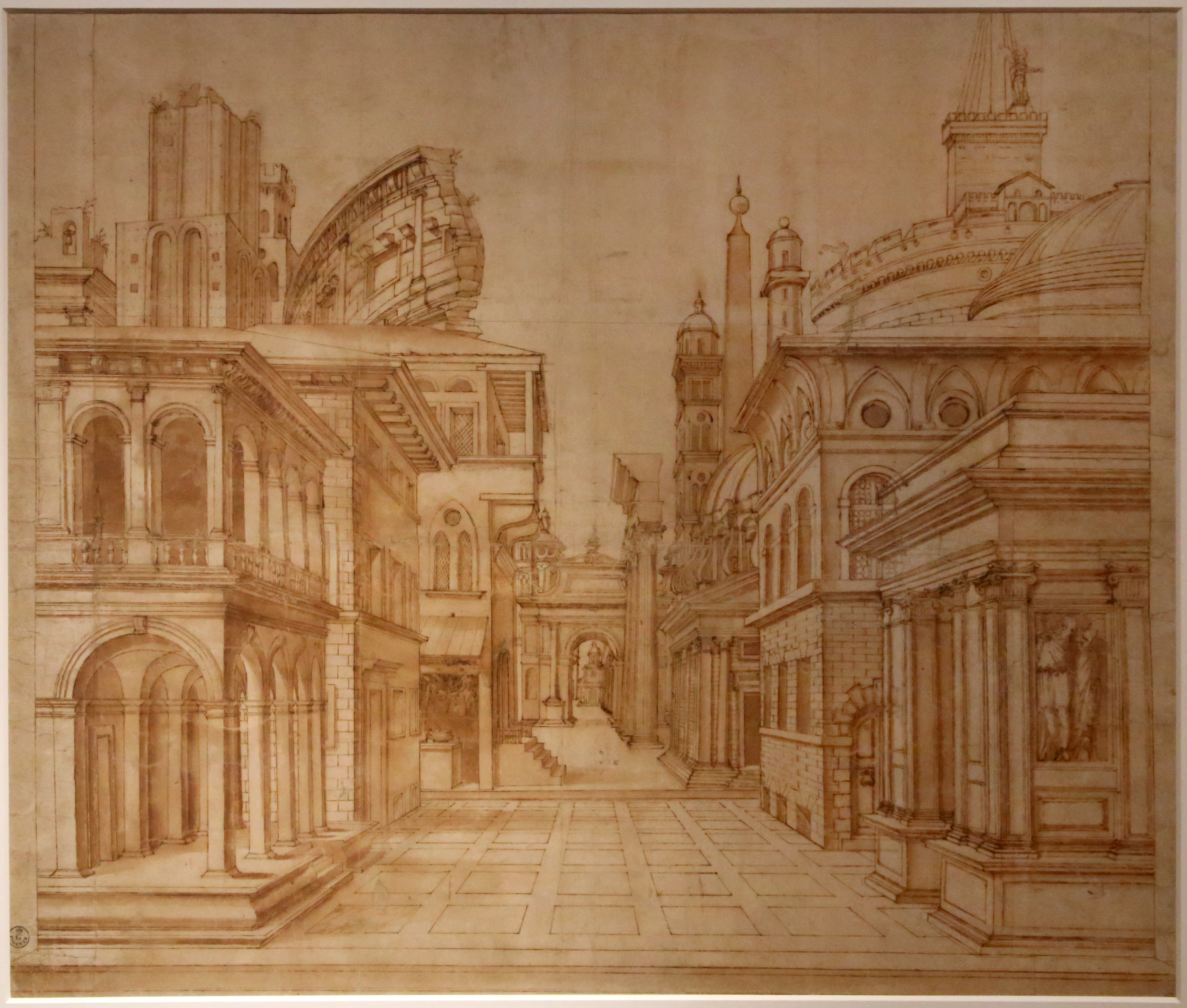
Перспективная сцена с римскими постройками. Ок. 1550. Бумага, карандаш, перо, кисть, сепия. Уффици, Флоренция

## Наследие
Перуцци увлекался античной археологией, математикой, астрономией, геометрией и перспективой. Он был подлинным «человеком Возрождения», но в своём индивидуальном стиле причудливо соединял нормы римского классицизма начала XVI века, созданные Браманте и Рафаэлем, с элементами маньеризма, нарождающегося барокко и родными ему готическими архаизмами сиенской школы живописи. В этом он типичный маньерист. В его архитектурных работах маньеризм проявился, по тонкому наблюдению Б. Р. Виппера, в необычно изогнутом фасаде, аритмично расставленных колоннах и пропорциях оконных проёмов Палаццо Массимо-алле-Колонне. В его живописных работах привлекает необычная экспрессия, типично маньеристичная изощрённость заполнения фигурами всего изобразительного пространства.
Работе Перуцци принадлежат фрески в церкви Санта-Мария-делла-Паче, Палаццо Мадама, римских церквях Сант-Онофрио-аль-Джаниколо, Сан-Пьетро-ин-Монторио и Сан-Рокко, росписи в Капелле Сан Джованни (Святого Иоанна Крестителя) в Соборе Сиены. С точки зрения иконографии музыкальных инструментов интересен полиптих Перуцци «Четыре музыкальных бога», на котором изображены Пан, Амфион, Мусей и Марсий (выставлен в Лувре).
Перуцци оставил большой корпус рисунков и чертежей высокого качества, включая архитектурные проекты, иллюстрации к теоретическим выкладкам и археологические реконструкции. Он планировал использовать часть этого материала для книги о древностях Рима и комментария к Витрувию, который, однако, так и не был реализован, а графический материал, оставленный ученикам, был рассеян. По крайней мере, часть этого материала была доступна Себастьяно Серлио, который использовал его в своей теоретической работе, признавая свой долг перед мастером. Таким образом исследования Перуцци получили возможность оказать влияние на развитие архитектурной мысли шестнадцатого века. Рисунок Перуцци «Андрокл и лев», созданный по мотивам сказаний о рабе Андрокле, находится в собрании Государственного Эрмитажа в Санкт-Петербурге.
Важные документальные свидетельства оставили его сын, архитектор Андреа Джованни Саллюстио Перуцци и его сводный брат Пьетро Антонио. Другой сын Бальдассаре Перуцци, Онорио, учился живописи у отца, а затем стал доминиканским священником в монастыре Санта-Мария-сопра-Минерва в Риме. В числе его учеников был также Пьетро Катанео.